# Im Großen Busch
Das Waldgebiet Im Großen Busch, selten auch als Zum Großen Busch oder Großer Busch benannt, liegt im Nordwesten Wuppertals im Schnittpunkt der drei Stadtbezirke Vohwinkel, Elberfeld-West und Uellendahl-Katernberg. Er besitzt heute eine Fläche von rund 26 Hektar.
Das Waldgebiet liegt auf der Wasserscheide der Flüsse Wupper und Ruhr und gehört als Teil der Düsseler Höhe zu den Wuppertaler Nordhöhen. Auf den Nordhöhen verlief in West-Ost-Richtung eine Altstraße, die auf alten Karten Kohlenweg genannt wurde. Die Trasse wird zu großen Teilen durch heutige Straßen genutzt.
Der Wuppertaler Rundweg sowie der Eulenkopfweg durchqueren das Waldgebiet.

## Geologie
Im Norden angrenzend liegt das Gut Steinberg, eines der älteren Häuser auf dem heutigen Gebiet Wuppertals. Es wurde 1790 aus Steinen errichtet, die der Gutsbesitzer aus einem kleinen rund 200 Meter vom Gut entfernten kleinen Steinbruch im Großen Busch holte. Dieser Steinbruch ist als eine rund 114 Meter lange und 22 Meter breite Rinne im Wald erkennbar.
1857 fand man eine Vielzahl von Fossilien aus dem Unteren Karbon, die Schichtfolge wurde in der wissenschaftlichen Literatur mit den Fundort „Aprath“ bzw. „Aprathium“ beschrieben. Man fand unter anderem Trilobiten, von denen einer nach dem Fundort den Namen „Archegonus (Phillibole) aprathensis“ trägt.
Beim Bau des Tunnels Großer Busch Ende der 1980er Jahre ergab sich eine weitere Gelegenheit für die Paläontologie-Forschung im Massenkalk-Felsen. So erbrachten die Untersuchungen reichliches Fundmaterial und wesentliche neue Erkenntnisse über die Vorgänge im Mississippium (auch als „Unterkarbon“ bezeichnet) in dieser Region. Die Auswertungen der Funde erstreckten sich über mehrere Jahre.

## Naturdenkmal
Der ehemalige Steinbruch mit dem Aufschluss verschiedener Schichten des Unterkarbons bzw. den Aprather Schichten mit ihren vielfältigen Fossilfunden wurde am 30. November 1979 als geologisches Naturdenkmal anerkannt. Der Aufschluss soll deswegen von zu starkem Pflanzenwuchs freigehalten werden.